# Erik Jendrišek
Erik Jendrišek (Trstená, Checoslovaquia, 26 de octubre de 1986) es un exfutbolista internacional eslovaco que jugaba como delantero.

## Clubes
| Club                         | País       | Año       |
| ---------------------------- | ---------- | --------- |
| M. F. K. Ružomberok          | Eslovaquia | 2004-2007 |
| Hannover 96 (cedido)         | Alemania   | 2006-2007 |
| 1. F. C. Kaiserslautern      | Alemania   | 2007-2010 |
| F. C. Schalke 04             | Alemania   | 2010      |
| S. C. Friburgo               | Alemania   | 2011-2013 |
| Energie Cottbus              | Alemania   | 2013-2014 |
| F. C. Spartak Trnava         | Eslovaquia | 2014      |
| K. S. Cracovia               | Polonia    | 2015-2017 |
| Xanthi F. C.                 | Grecia     | 2017-2019 |
| Volos N. F. C.               | Grecia     | 2019-2020 |
| F. C. Nitra                  | Eslovaquia | 2021      |
| F. K. A. S. Trenčín          | Eslovaquia | 2021-2022 |
| MFK Tatran Liptovský Mikuláš | Eslovaquia | 2022-2024 |